# 陳茂輝 (藝術家)
陳茂輝（1953年—），台灣木雕藝術家，出生於台灣南投縣。

## 簡介
陳茂輝自南投縣立三光初級中學畢業後，即木工車床廠當學徒，從事木工車床工作達三十二年。初期製作聖誕節燈飾、撞球杆，而後主要製作樓梯的扶手，直到偶然受託製作木花瓶，才投入藝術創作的領域，在2002年、2003年獲南投縣社區大學傳統工藝－竹木雕考核通過，並且為鑽研複合材質，在2004年參加國立台灣工藝研究發展中心主辦「漆藝之美」研習班。現已被行政院文建會選為工藝之家。
陳茂輝的作品風格以「自然」為主，以漂流木或廢棄木作為創作材料，創作主題也十分多元化，利用木頭自然紋路、形狀、蟲蛀狀況，運用巧思重新創作，賦予生命。曾以「自然美」作品獲第十屆台灣工藝設計競賽入選。

## 展覽記錄
- 2003、2004年台灣工藝協會「工藝之華」會員聯展
- 2004年受邀國立鳳凰谷鳥園特展
- 2005年受邀大洋洲國際木雕藝術交流展
- 2006年受邀國立台灣大學溪頭自然教育園區特展

## 得獎記錄
- 2000年台灣省建築材料職業工會台灣省模範勞工
- 2002年第十屆台灣工藝設計競賽入選
- 2005年南投縣竹藝博物館竹藝開發競賽入選
- 2006年南投縣竹藝博物館竹工藝開發競賽優選（第二名）
- 2007年竹山鎮地方文化館竹工藝品開發競賽第三名、佳作

## 資料來源
- 國立台灣工藝研究發展中心[永久]
- 台灣工藝生活美學概念館[永久]
- 行政院文建會 藝文部落格-茂輝工房
- 名間資訊網 （页面存档备份，存于）